# اوکی‌بی-۱ ۱۴۰

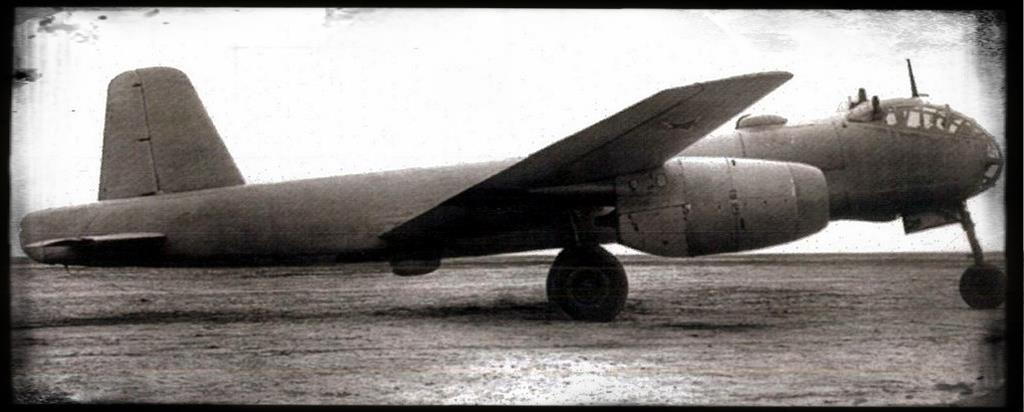
اولین نمونه از Junkers/OKB-1 EF 140

اوکی‌بی-۱ ۱۴۰ (به انگلیسی: OKB-1 140) یک هواگرد ساختِ کارخانهٔ شرکت موشکی اس‌پی کارالیوف و صنایع فضایی انرگیا در کشور اتحاد جماهیر شوروی سوسیالیستی است. این هواگرد برای نخستین بار در ۳۰ سپتامبر ۱۹۴۸ میلادی مورد استفاده قرار گرفت.